# Auerbergmuseum im Kiebelehaus
Das Auerbergmuseum im Kiebelehaus ist ein heimatgeschichtliches Museum im oberbayerischen Bernbeuren. Es ist Bestandteil des Museumsverbundes Auerbergland, dem acht weitere Museen angehören. Träger des Museums ist die Gemeinde Bernbeuren.
Das Museum ist durch den vier Kilometer langen Kulturpfad Via Damasia mit der ehemaligen Römersiedlung auf dem Auerberg verbunden. Erlebnisstationen und Informationstafeln geben einen Einblick in die älteste in Bayern vermutete römische Militär- und Handwerkersiedlung, der Festung Damasia.

## Gebäude
Das Kiebelehaus ist ein Allgäuer Ständerbohlenbau aus dem 18. Jahrhundert und war früher ein typisches Handwerkerhaus mit zusätzlicher, kleiner Landwirtschaft. Das zweigeschossige, verputzte Wohnstallhaus mit steilem Satteldach wurde dendrochronologisch auf das Jahr 1720 datiert, wobei das Dach um 1879 erneuert und die zweigeschossige Wiederkehr um 1900 angebaut wurde. Das Gebäude ist in der Liste der Baudenkmäler in Bernbeuren verzeichnet.

## Themen

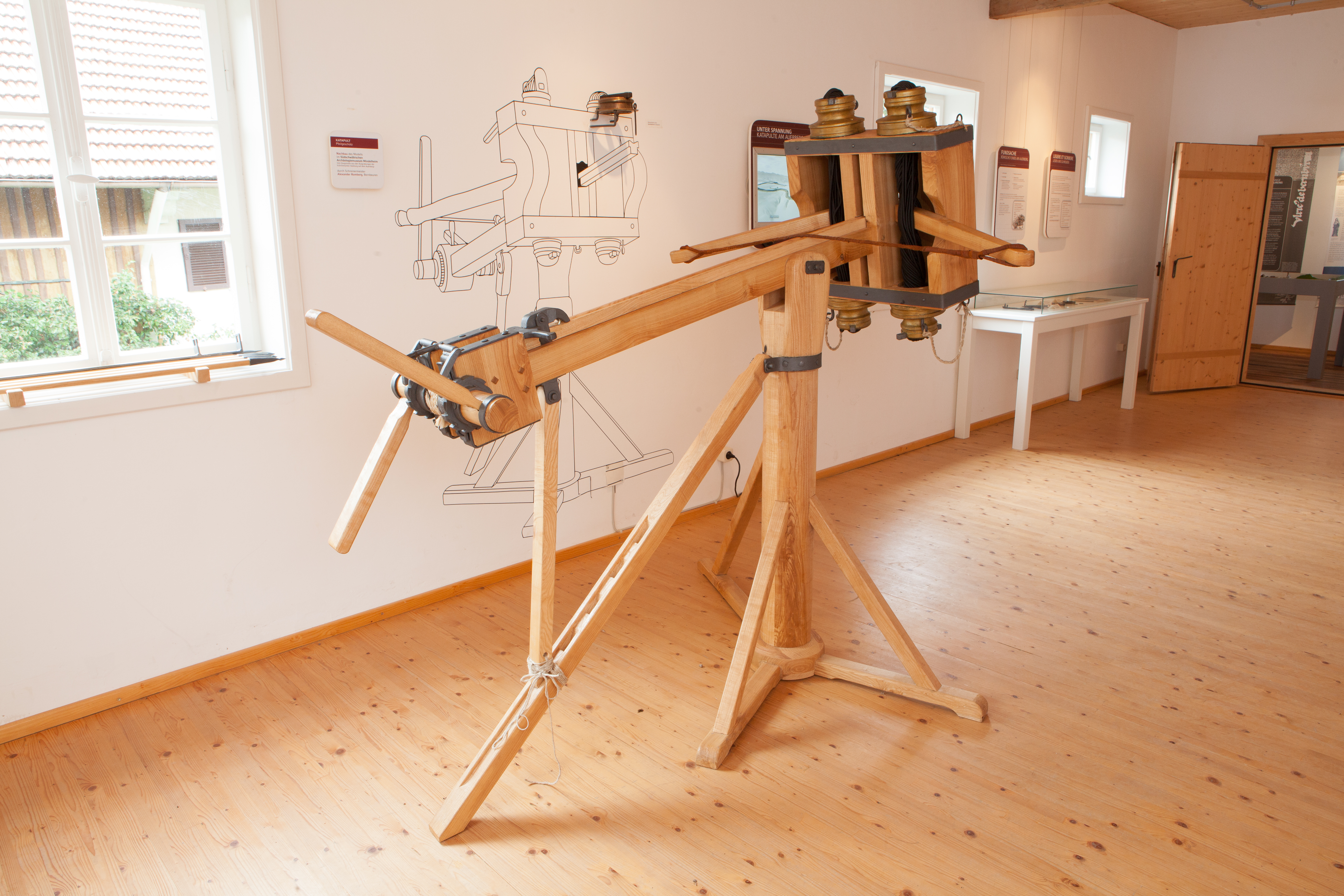
Nachbau eines Katapults

Die Ausstellung im Auerbergmuseum zeigt den Besuchern auf drei Geschossflächen Wissenswertes zu vier verschiedenen Themen:
- Der Berg: Die Römer auf dem Auerberg – eine archäologische Spurensuche
- Das Dorf: Bernbeuren – die Geschichte der Gemeinde
- Das Land: Der agrarische Wandel – vom blauen zum grünen Allgäu
- Das Haus: Die Holzbauweise – Römisches Streifenhaus und Allgäuer Ständerbohlenbau

Neben den Ausstellungen finden im Auerbergmuseum weitere Veranstaltungen statt. Geöffnet hat das Museum von Mitte April bis Mitte Oktober Samstag- und Sonntagnachmittag, an Feiertagen sowie nach telefonischer Vereinbarung. Ansprechpartner und 1. Vorstand des Museumsvereins Bernbeuren e.V. ist Helmut Gehlert.